# سیارک ۶۳۰۷
سیارک ۶۳۰۷ (به انگلیسی: 6307 Maiztegui، نامگذاری:1989WL7) شش هزار و سیصد و هفتمین سیارک کشف شده‌است که در ۲۲ نوامبر ۱۹۸۹ کشف شد.
قدر مطلق سیارک برابر ۴۸.۹ است.